# Дрізд-короткодзьоб малий
Дрізд-короткодзьоб малий (Catharus minimus)  — вид птахів седнього розміру (15-17 см завдовжки) родини дроздових (Turdidae). Птах гніздиться в ялинових лісах північної Канади і Аляски, а на зиму мігрує до Південної Америки.